# OGLE-2008-BLG-092L Ab
OGLE-2008-BLG-092L Ab est une planète extrasolaire (exoplanète) en orbite autour de OGLE-2008-BLG-092L A, l'étoile primaire du système double OGLE-2008-BLG-092L. Il s'agit de la première exoplanète connue de type Neptune froid ; en d'autres termes, cette planète serait un analogue extrasolaire d'Uranus et de Neptune. Étant donné sa masse, environ trois fois supérieure à celle des géantes de glace du Système solaire précédemment mentionnées, OGLE-2008-BLG-092L Ab peut être qualifiée de super-Neptune.
D'après le Planetary Habitability Laboratory de l'université de Porto Rico à Arecibo, elle était, le 1er septembre 2014, la sixième exoplanète la plus éloignée de la Terre à avoir été découverte.